# Констум
Констум (люкс. Konstem, фр. Consthum) — коммуна в Люксембурге, располагается в округе Дикирх. Коммуна Констум является частью кантона Клерво. В коммуне находится одноимённый населённый пункт.
Население составляет 419 человек (на 2008 год), в коммуне располагаются 154 домашних хозяйств. Занимает площадь 14,95 км² (по занимаемой площади 84 место из 116 коммун). Наивысшая точка коммуны над уровнем моря составляет 521 м. (15 место из 116 коммун), наименьшая 312 м. (109 место из 116 коммун).